# Albin Hänseroth
Albin Hänseroth (* 24. Februar 1939 in Mönchengladbach; † 9. September 2004 in Köln) war ein deutscher Volkswirt und Medienwissenschaftler. Von 1995 bis 1999 war er Intendant der Hamburgischen Staatsoper und von 1999 bis 2004 Intendant der Kölner Philharmonie.

## Leben und Wirken
Albin Hänseroth entstammte einer rheinischen Kaufmannsfamilie. Er schloss sein Studium der Sozial- und Wirtschaftswissenschaften an der Kölner Universität als Diplom-Volkswirt ab und wurde 1978 mit seiner Dissertation über empirische Theaterforschung in Köln zum Dr. rer. pol. promoviert.
Ab 1978 war Hänseroth Professor für Soziologie und Pädagogik der Massenmedien an der Fachhochschule Niederrhein und arbeitete zudem als Musikkritiker für deutsche und ausländische Tageszeitungen und Fachzeitschriften.
Ab 1988 war er künstlerischer Berater und Produktionschef am Gran Teatre del Liceu in Barcelona, wo er 1990 zum künstlerischen Direktor ernannt wurde. Von 1995 bis 1999 war Hänseroth als Nachfolger von Peter Ruzicka Intendant der Hamburgischen Staatsoper und von 1999 bis zu seinem Tode im Jahr 2004 als Nachfolger von Franz Xaver Ohnesorg Intendant der Kölner Philharmonie.

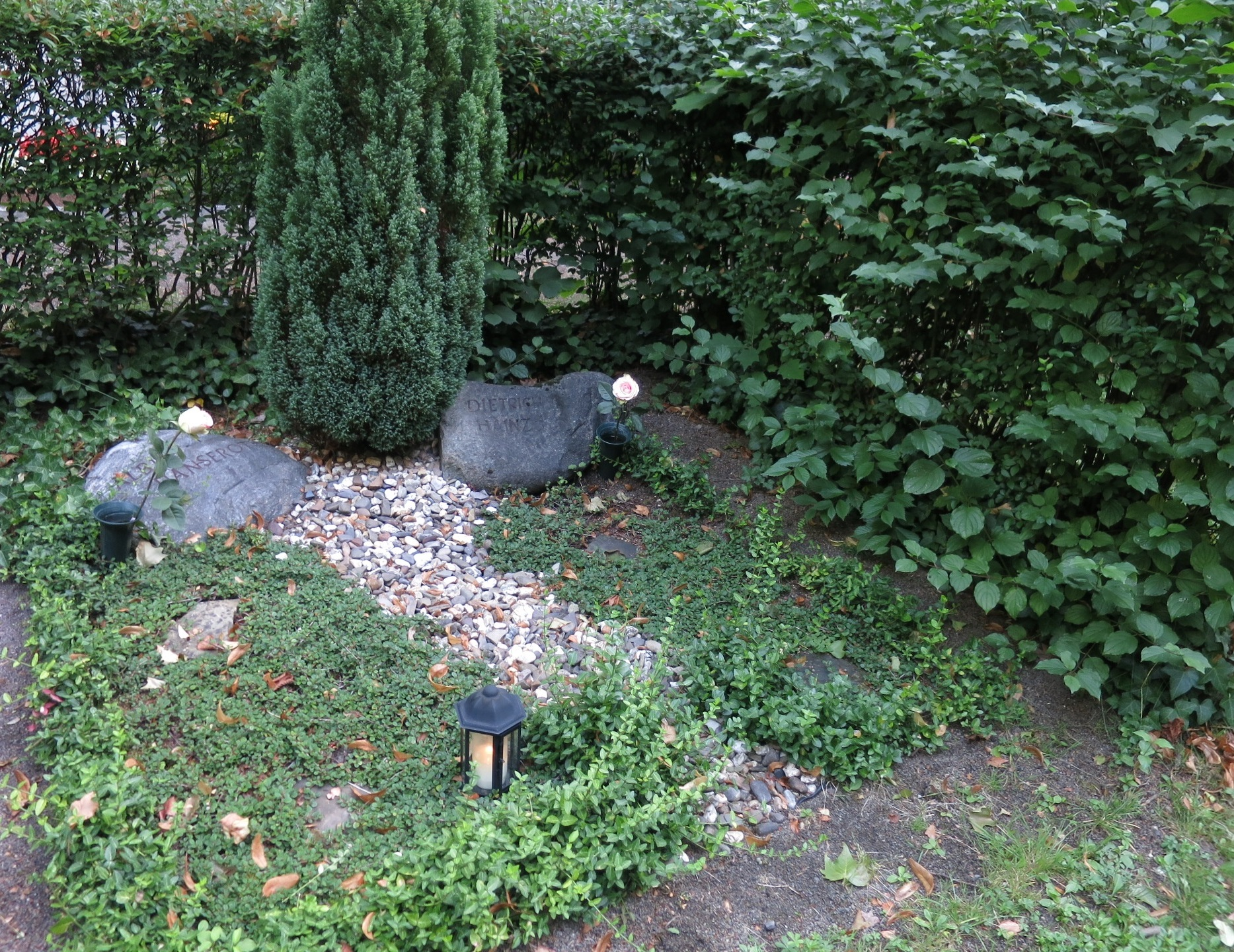
Grab auf dem Kölner Melaten-Friedhof

Albin Hänseroth starb überraschend nach einer Krebserkrankung, die Trauerfeier fand am 16. September 2004 in der Kölner Philharmonie statt; die Trauerrede hielt der damalige Kölner Oberbürgermeister Fritz Schramma. Seine Grabstätte befindet sich auf dem Kölner Melaten-Friedhof (Flur 20 (E) Nr. 43).

## Sonstiges
Im Kölner Stadtteil Widdersdorf wurde im Jahr 2012 ein Weg nach Albin Hänseroth benannt.

## Publikationen
- Alphons Silbermann, Albin Hänseroth: Medienkultur, Medienwirtschaft, Medienmanagement. Peter Lang Verlag, Bern, Schweiz 1989, ISBN 3-631-41950-3 (eingeschränkte Vorschau in der Google-Buchsuche).
- Alphons Silbermann, Albin Hänseroth: Der Übersetzer. Eine berufs- und literatursoziologische Untersuchung. In: Buchwissenschaftliche Beiträge aus dem Deutschen Bucharchiv München. Band 12. Otto Harrassowitz Verlag, Wiesbaden 1985, ISBN 3-447-02558-1 (eingeschränkte Vorschau in der Google-Buchsuche).
- Albin Hänseroth: Elemente einer integrierten empirischen Theaterforschung. Dargestellt an Entwicklungstendenzen des Theaters in der Bundesrepublik Deutschland. Haag + Herchen, Frankfurt am Main 1976, ISBN 3-88129-012-5 (eingeschränkte Vorschau in der Google-Buchsuche).